# Perry (Geòrgia)
Perry és una població dels Estats Units a l'estat de Geòrgia. Segons el cens del 2008 tenia 12.990 habitants.

## Demografia
Segons el cens del 2000, Perry tenia 9.602 habitants, 3.720 habitatges, i 2.574 famílies. La densitat de població era de 225,8 habitants/km².
Dels 3.720 habitatges en un 32,8% hi vivien nens de menys de 18 anys, en un 45,2% hi vivien parelles casades, en un 19,7% dones solteres, i en un 30,8% no eren unitats familiars. En el 26,8% dels habitatges hi vivien persones soles el 10,3% de les quals corresponia a persones de 65 anys o més que vivien soles. El nombre mitjà de persones vivint en cada habitatge era de 2,5 i el nombre mitjà de persones que vivien en cada família era de 3,03.
Per edats la població es repartia de la següent manera: un 25,9% tenia menys de 18 anys, un 9,8% entre 18 i 24, un 30,1% entre 25 i 44, un 20,2% de 45 a 60 i un 14% 65 anys o més.
L'edat mediana era de 35 anys. Per cada 100 dones de 18 o més anys hi havia 84,6 homes.
La renda mediana per habitatge era de 31.418 $ i la renda mediana per família de 38.480 $. Els homes tenien una renda mediana de 35.870 $ mentre que les dones 21.136 $. La renda per capita de la població era de 18.266 $. Entorn del 15,6% de les famílies i el 18,8% de la població estaven per davall del llindar de pobresa.

## Poblacions més properes
El següent diagrama mostra les poblacions més properes.